# Kucsera Tamás Gergely
Kucsera Tamás Gergely (Budapest, 1976. június 28. –) filozófus, szociológus, közgazdász (MBA), nemzetközi szakértő, a filozófiatudomány, valamint politikatudományok doktora, művészetelméleti szakíró, eszmetörténész, filmes alkotó, egyetemi tanár, a Magyar Művészeti Akadémia (MMA) rendes tagja és első főtitkára, 2011 és 2021 között. 2025 áprilisától a Budapesti Metropolitan Egyetem rektora, 2025 májusától a Magyar Rektori Konferencia (MRK) Magánintézményi tagozatának elnöke, az MRK elnökségi tagja.

## Tanulmányai
A Szilágyi Erzsébet Gimnázium speciális spanyol nyelvi osztályában érettségizett 1994-ben. Gimnáziumi és egyetemi évei alatt magánénekesi tanulmányokat folytatott, majd hazai felsőoktatási tanulmányai eredményeként szociológus (PPKE, 2002), filozófus és filozófia szakos tanári (ELTE, 2005) valamint közgazdász (MBA) (PTE, 2013), külföldi – franciaországi, németországi, olaszországi – tanulmányai eredményeként nemzetközi szakértő (IEHEI, 2004) oklevelet szerzett, Európa-főszakirányon. A politikatudományok doktora (PTE, 2010, Summa cum laude), valamint a művészettudomány területén habilitált doktor (MOME, 2019), majd a filozófiatudomány doktora (PTE, 2021, Summa cum laude). Latin, angol, német, francia és spanyol nyelvismerettel rendelkezik.

## Kutatói, oktatói tevékenysége
Egyetemista korában demonstrátor, valamint két tanéven át a Deák Téri Evangélikus Gimnázium filozófia tanára, majd több hazai felsőoktatási intézményben felkért előadó volt.
Kutatási területe a felsőoktatás, ifjúságpolitikai, kultúr- és művészetpolitika, művészetelmélet, eszmetörténet és filozófia. Politikatudományi doktori értekezését Az országos felsőoktatási hallgatói képviselet és a magyarországi hallgatói önkormányzati modell fejlődéstörténete 1988–2008 között; filozófiatudományi doktori értekezését Művészet-intézmény-filozófia címmel írta. A Károli Gáspár Református Egyetem Bölcsészet- és Társadalomtudományi Karán a Művészettudományi és Szabadbölcsészeti Intézet egyetemi tanára, az általa kezdeményezett Művészetigazgatás és művészeti menedzsment szak koordinátora; a Pécsi Tudományegyetem címzetes egyetemi tanára, a PTE Állam- és Jogtudományi Doktori Iskola oktatója és témavezetője, az Interdiszcipliáris Doktori Iskola, továbbá a Filozófiatudományi Doktori Iskola témavezetője, a győri Széchenyi István Egyetem professzora és a Regionális- és Gazdaságtudományi Doktori Iskola témavezetője; valamint a Budapesti Metropolitan Egyetem egyetemi tanára, a Magyar Táncművészeti Egyetem kutatóprofesszora . Az elmúlt évtizedben több külföldi felsőoktatási intézmény meghívott előadója volt.
Az Új Ifjúság Szemle szerkesztőbizottságának tagja 2003 és 2007 között. A Tudományos Ismeretterjesztő Társulat Valóság című folyóiratának – Tőkéczki László irányítása mellett – szerkesztője 2011 óta, 2017-től főszerkesztő-helyettes, majd Tőkéczki halálát követően 2018-tól előbb megbízott, majd kinevezett főszerkesztő. A Kommentár című folyóirat szerkesztőbizottságának tagja 2012-ben, a Magyar Művészet elméleti periodika társfőszerkesztője volt a lap 2013-as alapításától 2021 novemberéig.

## Közéleti pályafutása
A Pázmány Péter Katolikus Egyetem szociológia szakán elsőéves hallgatójaként a kari HÖK tagjává választják, 1997-1998-ban a Hallgatói Önkormányzatok Országos Konferenciája (HÖOK) választmányának, majd elnökségének a tagja. Az egyházi felsőoktatási intézmények hallgatói közül az első, akit a szervezet elnöksége tagjának választanak. A következő években (1999-2000) már a HÖOK elnöke. Nevéhez köthető annak elérése, hogy a felsőoktatási törvény 1999-es módosítása során az integrált felsőoktatási intézményekben a jogelőd intézmények hallgatói képviseletei egyharmados arányban vehetnek részt a kari és egyetemi tanácsok munkájában. Az eredeti kormánypárti javaslat egynegyedes arányú részvételt biztosított volna, amely hatására Kucsera sikeresen egyeztetett a kormánypárti és ellenzéki politikusokkal a megszülető kormánypárti módosító javaslat alapvetően módosította a minisztérium eredeti elképzelését; két elnöki mandátuma alatt megerősödik a képviselet szakmai presztízse, pénzügyi helyzete. Tevékenyen részt vesz a hazai diákhitel intézményének kialakításában, a Bursa Hungarica ösztöndíjrendszer koncepciójának formálásában.
Elnökségi és elnöki évei alatt kiépítette a HÖOK kapcsolatait az akkoriban megalakuló erdélyi és kárpátaljai magyar hallgatói szervezetekkel, segítve azok működését, valamint kidolgozta a nagyváradi nyári egyetem koncepcióját. A Doktoranduszok Országos Szövetsége elnökségi tagja, főtitkára végül elnöke 2007 és 2010 között.
Az 1999-ben induló Fesztivál a határon sorozatnak – 2000-2003 – között főszervezője, a Határon Túli Magyarok Hivatalának mb. főosztály-referatúravezetője 2001-2002-ben; 2002 áprilisától Orbán Viktor felkérésére résztvevője a polgári körök szervezésének, az év novemberétől a Fidesz  és a KDNP közötti összekötő. 2002 és 2006 között a Fidesz frakció szakértő munkatársa, majd 2006 márciusától Vizi E. Szilveszter, a Magyar Tudományos Akadémia elnökének főtanácsadója. A 2010-es választások után neve felmerül, mint az új alkotmányt előkészítő bizottság titkára, végül az újpesti önkormányzat emberi erőforrás főosztályának vezetője egy esztendőn át.
Részt vesz a köztestületi Magyar Művészeti Akadémia alakulását előkészítő  – Makovecz Imre, Fekete György és Kováts Flórián hármasa által irányított – munkálatokban; 2011. november 5-én köztestületként megalakuló Magyar Művészeti Akadémia főtitkárrá választotta, majd 2016-ban újraválasztották. Nevéhez köthető az MMA szervezeti struktúrájának kialakítása, a hároméves ösztöndíj, a köztestületi tagság, a művészjáradék ötlete és bevezetése, a Művészetelméleti Tagozat létrehozása, a Művészetelméleti Kutatóintézet és a Magyar Művészet folyóirat, az MMA Kiadó koncepciója és ezek megalapításának előkészítése, a jelenlegi MMA-NKA intézményesített együttműködés elvei. 2021 novembere és 2025 februárja között a Magyar Nemzeti Bank elnöki főtanácsadója. 
Visegrádon 2012-ben, majd 2014-ben önkormányzati képviselővé, illetve alpolgármesterré választották.
A Professzorok Batthyány Köre, a Polgári Magyarországért Alapítvány és a Keresztény Értelmiségiek Szövetsége együttes kezdeményezésének, az Idők Jelei munkafolyamatnak 2015-ös kezdetétől 2018-ig szakértője, szerzője.

## Családja
Nős, három leánygyermek édesapja.

## Díjai, elismerései
- a Magyar Ifjúsági Konferenciáért díj (2023)
- Distinguished professor, Széchenyi István Egyetem (2023)
- NOE-díj (2021)
- Hit és hűség – Sinkovits Imre emlékezete díj (2021)
- Bánffy Miklós-díj (2018)
- Magyar Érdemrend Lovagkeresztje (2017)
- Címzetes egyetemi tanár, Pécsi Tudományegyetem (2015)
- Kováts Flórián-emlékérem (2014)
- Címzetes egyetemi docens, Pécsi Tudományegyetem (2013)

## Tagságok
- A Magyar Rektori Konferencia elnökségi tagja (2025) [20]
- 17. Kecskeméti Animációs Filmfesztivál (KAFF) zsűritagja, az Európai TV-filmek zsűrijének elnöke [21]
- PPKE Joseph Ratzinger - XVI. Benedek pápa kutatócsoport tagja (2023-) [22]
- Pázmány Péter Katolikus Egyetem BTK Alumni Tanács tagja (2022-2025) [23]
- Cinefest – Miskolci Nemzetközi Filmfesztivál Nagyjátékfilmes zsűri tagja (2021)[24]
- Mementó dokumentum- és ismeretterjesztő filmfesztivál zsűri tagja (2021)[25]
- Nemzeti Filmintézet dokumentum-, valamint ismeretterjesztő filmek és filmsorozatok bírálóbizottságának elnöke (2021-től)
- 7. Nemzetközi Textilművészeti Triennálé (Szombathely) zsűritagja (2021)
- Nemzeti Filmintézet Dokumentumfilm Bíráló Bizottságának elnöke (2020-2021)
- Nemzeti Kulturális Alap Bizottságának tagja (2020-2021)
- Savaria Filmszemle zsűritagja (2020-)
- Alexandre Trauner Art/Film Fesztivál képzőművészeti zsűritagja (2020)
- Közszolgálati Testület tagja (2019-2021)
- Magyar Művészeti Akadémia levelező tagja /Művészetelméleti Tagozat/ (2019), rendes tagja (2023-tól)
- Los Angeles-i Magyar Filmfesztivál védnöke (2018, 2019)
- Médiaszolgáltatás- Támogató és Vagyonkezelő Alap (MTVA) Tőkéczki László-díj kuratóriumának tagja (2018-2022)
- Magyar Kajak-Kenu Szövetség stratégiai munkacsoportjának állandó meghívottja (2017-2020)
- Magyar Művészeti Akadémia és a Nemzeti Közszolgálati Egyetem Molnár Tamás Kutatóközpontja közös meghirdetésű eszmetörténeti ösztöndíjas programjának kezdeményezője, tutora (2014-2015)
- Nagycsaládosok Országos Egyesülete alapszabály-reform bizottságának szakértője (2015-2018)
- Magyar Művészeti Akadémia köztestületének tagja (2014)
- Emberi Erőforrások Minisztériuma Ifjúsági Szakmai Egyeztető Fórumának Tanulás, életpálya, önálló egzisztencia munkacsoport vezetője (2013-2016)
- Visegrád Város független alpolgármestere (2012-2019)
- Magyar Tudományos Akadémia köztestületének tagja (2011)
- Nemzeti Gazdasági és Társadalmi Tanács tagja (három ciklusban soros elnöke) (2011-2021)
- Doktoranduszok Országos Szövetsége elnöke (2010)
- Magyar Rektori Konferencia Tehetséggondozási Állandó Bizottságának tagja (2010, 2017-től)
- A Magyar Rádió Közalapítvány kuratóriumának tagja (2008-2009)
- Nemzeti Kiválóságokért Közalapítvány kurátora (2006-2010)
- Magyar Tudományos Akadémia Nyugati Magyar Tudományos Tanács Elnöki Bizottság titkára (2006-2010)
- Nemzeti Civil Alapprogram Tanácsának tagja (2009-2012)
- Magyar Ifjúsági Konferencia Állandó Bizottság alapító elnöke (1999-2002)
- Gyermek és Ifjúsági Alapprogram tagja (1999-2002)
- Hallgatói Önkormányzatok Országos Konferenciája elnöke (1999-2000)
- Hallgatói Önkormányzatok Országos Konferenciája választmányi, majd elnökségi tagja (1997-1998)[3][7][9][11][19][26][27]

## Főbb publikációi, könyvei, szerkesztései
- Intézményfilozófia In: A filozófia honfoglalása. Húsz éves a Pécsi Filozófiai Doktori Iskola (szerk. Boros János), Belvedere-Meridiolane, Szeged, 2024
- A szemlélésről In: A jóindulatú hermeneutikája. Irodalmi, történeti, fenomenológiai megközelítések – Emlékkötet Fehér M. István tiszteletére (szerk. Jani Anna – Lengyel Zsuzsanna Mariann), L'Harmattan Kiadó, Budapest, 2023
- A század tanúja – Molnár Tamás In: Molnár Tamás: Amerikanológia: Győzhet-e a planetáris modell? MMA Kiadó, Budapest, 2022
- Hungary in Flames: photographic, cinematic and literary memories of the Hungarian Revolution of 1956, and their impact on the history of ideas In: Piotr, Juszkiewicz; Michał, Haake (szerk.) Image, History and Memory: Central and Eastern Europe in a Comparative Perspective, London, Egyesült Királyság/Anglia, 2022 [3][7][26][27]

- The Phylogeny of the Hungarian Student Representation in Higher Education and the Hungarian Student Union model between 1998 and 2008 In: Jancsó, András (szerk.) DON’T BE AFRAID, MOM!, Public Foundation for the Research of Central and East European History and Society, 2020
- Túl művészeten, túl emberen. Válogatott művészetelméleti írások; L'Harmattan, Budapest, 2019
- A felsőfokú művészeti képzés Magyarországon (Szabó Andreával közösen), Magyar Művészeti Akadémia Művészetelméleti és Módszertani Kutatóintézet, 2017
- Vázlatok a magyarországi felsőoktatás finanszírozásának 1990–2013 közötti gyakorlatáról, Kodifikátor Alapítvány, 2015
- Művészet – szabadság – humor – erkölcs (Kocsis Miklóssal közösen), In: Magyar Művészet, 2015
- A kultúraigazgatás aktuális közjogi és közpolitikai kérdéseiről – A Magyar Művészet Akadémia megjelenéséhez kapcsolódóan (Kocsis Miklóssal közösen), In: Tilk Péter; Kocsis Miklós (szerk.) A művészet szabadsága – alkotmányjogi megközelítésben, Kodifikátor Alapítvány, 2013
- A magyarországi doktori képzés állapota-interdiszciplináris megközelítésben (Kocsis Miklóssal közösen), JURA 16, 2010
- A magyarországi hallgatói mozgalom húsz esztendejéről (Szabó Andreával közösen), HÖOK a Hallgatókért Alapítvány, 2009
- Europe in a World in Transformation (szerk.: Vizi E. Szilveszternek, Kucsera Tamás Gergely), Magyar Tudományos Akadémia, 2008
- A magyar képzett migráció a rendszerváltás óta (társszerzőkkel közösen), Magyar Tudomány, 2008
- Sikerágazat!? (társszerzőkkel közösen), Pro Pannonia Kiadó, 2001

## Filmográfia
- Van-e erre engedély? – Modernizmus és avantgarde az Európai Iskolától a balatonboglári Kápolna-tárlatokig, ismeretterjesztő-dokumentumfilm (ötletgazda, dramaturg), (Krea-TV produkció), 2023
- Győzelemről énekeljen, dokumentumfilm (producer), Siriat Zrt., 2021
- Erdély – Ég és föld között, ismeretterjesztő-sorozat (koproducer), Csillagos Ötös / Romis Film produkció, 2021[3]
- Színpadon túl – Színház és 1956, dokumentumfilm (társ-forgatókönyvíró), MMA Kiadó (Krea-TV produkció), 2021[28]
- "Ha a játék valósággá változik" – Harag György élete és színháza, dokumentumfilm (szakértő), MMA Kiadó (Geo-Ökofilm Kft. produkció), 2021
- A szellem arisztokratája – 150 éve született Bánffy Miklós, dokumentumfilm (ötletgazda, forgatókönyvíró, rendező), MMA Kiadó (GeoFilm produkció), 2020-2023
- Moholy-Nagy 125 – A jövő fénye / Light of Future (35 film és videóalkotás: riportfilm, animációs film, 6 reklámfilm, 19 riportfilm etűd, 8 videóüzenet) koproducer, Moholy-Nagy Művészeti Egyetem, 2020
- Táncközösség, dokumentumfilm (forgatókönyvíró, társrendező), MMA Kiadó (Krea-TV produkció), 2020
- A szellem arisztokratája – 70 éve hunyt el Bánffy Miklós, dokumentumfilm (forgatókönyvíró, rendező), MMA Kiadó (GeoFilm produkció), 2020
- Nem herceg, partizán akartam lenni... – Kiss János portré, dokumentumfilm (forgatókönyvíró), MMA Kiadó (Krea-TV produkció), 2020